# Konvicted
A Konvicted című album Akon amerikai-szenegáli R&B énekes és rapper második nagylemeze. 2006. november 14-én jelent meg.Összesen több mint 3,5 millió darabot adtak el belőle. Az album elkészítésében Eminem, Snoop Dogg, T-Pain és Styles P is részt vettek.
Néhány kislemez az albumról:
Smack That (Eminem-mel), I Wanna Love You (Snoop Dogg-gal), Don't Matter, Mama Africa.

## Számok listája
1. "Shake Down"
2. "Blown Away"  (Featuring Styles P)
3. "Smack That"  (Featuring Eminem)
4. "I Wanna Love You"  (Featuring Snoop Dogg)
5. "The Rain'"
6. "Never Took The Time"
7. "Mama Africa"
8. "I Can't Wait"  (Featuring T-Pain)
9. "Gangsta Bop"
10. "Tired Of Runnin'"
11. "Once In A While"
12. "Don't Matter"
13. "Sorry, Blame it on me"